# Entolium corneolum
Espèce
Entolium corneolum est une espèce fossile de bivalves de la famille des Entoliidae et qui a vécu du Jurassique moyen (du Bajocien supérieur au Bathonien).

## Présentation
Fossile exposé au Muséum national d'histoire naturelle à Paris.

## Systématique
Le nom valide complet (avec auteur) de ce taxon est Entolium corneolum (Young (d) & Bird (d), 1828).
L'espèce a été initialement classée dans le genre Pecten sous le protonyme Pecten corneolus G. Young & J. Bird, 1828.
Entolium corneolum a pour synonymes :
- Pecten demissus gingensis Quenstedt, 1857
- Pecten demissus var. mutile Whidborne, 1883
- Entolium leachi McLearn, 1924
- Pecten (Entolium) giengensis Rollier, 1911
- Pecten (Entolium) valauryense Lanquine, 1929
- Pecten censoriensis Cotteau, 1855
- Pecten cingulatus Goldfuss, 1835
- Pecten corneolus G. Young & J. Bird, 1828
- Pecten demissus J. Phillips, 1829
- Pecten laevis Defrance, 1826
- Pecten nicoleti Étallon, 1862
- Pecten oblongus W. H. Waagen, 1867
- Pecten pilatensis Favre, 1876
- Pecten renevieri Oppel, 1856
- Pecten rhypheus A. d'Orbigny, 1850
- Pecten silenus A. d'Orbigny, 1850
- Pecten solidus F. A. Roemer, 1836
- Pecten spathulatus F. A. Roemer, 1839
- Pecten subcingulatus A. d'Orbigny, 1850
- Pecten subcomatus F. A. Roemer, 1836
- Pecten vitreus F. A. Roemer, 1836

### Publication originale
- (en) Rev. George Young et John Bird, A geological survey of the Yorkshire coast: describing the strata and fossils occurring between the Humber and the Tees, from the German ocean to the plain of York. Illustrated with numerous engravings, 2e édition, 367 pages (lire en ligne).